# Casa Fontana-Silvestri
La Casa Fontana-Silvestri, ubicata in Corso Venezia 10, è uno dei pochissimi palazzi rinascimentali sopravvissuti a Milano.
L'edificio fu costruito nel XII secolo ma deve il suo aspetto attuale (a cavallo fra gli stili gotico e rinascimentale) alla fine del XIV secolo. Era chiamata anche "Ca' del Guardian" poiché nel 1476 vi abitava Angelo Fontana, custode della Porta Orientale, all'epoca attigua alla casa, demolita nel XIX secolo. Dopo Angelo vi visse, nell'ultimo decennio del XV secolo, un Francesco Fontana, senatore degli Sforza. La casa, dopo i Fontana, ebbe nei secoli diversi proprietari fra cui i Pirovano, gli Stampa, i Castiglioni e il senatore Giovanni Silvestri (1858-1940).

## Storia

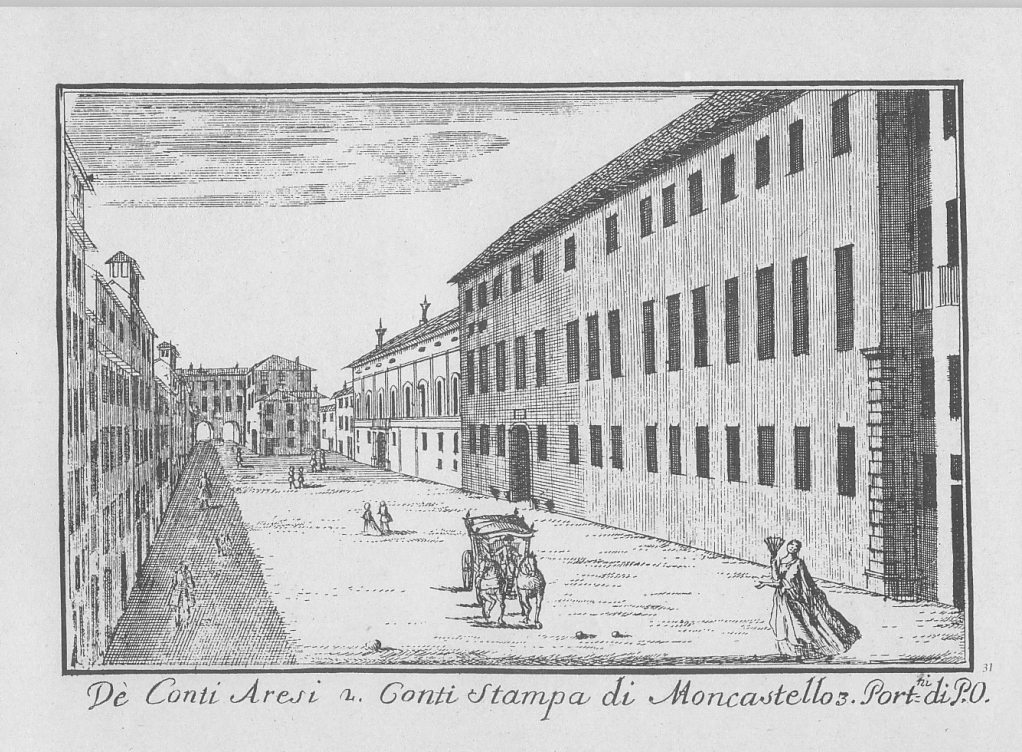
Casa Fontana in una stampa di Dal Re (ca 1745)

L’odierno impianto architettonico è stato attribuito dai più a Donato Bramante, che vi avrebbe lavorato sul finire del XV secolo, durante la sua permanenza milanese per riprogettarne i rapporti e le geometrie. In quegli anni il celebre architetto urbinate si occupava delle fabbriche ducali e di quelle dei principali personaggi di corte. A lui si dovrebbe l’aggiunta dei corpi di fabbrica interni, che innestandosi ad angolo retto, formano un cortile, chiuso da un muro di cinta. La nuova dimora dei Fontana si presentava con un piano terreno con finestre rettangolari sovrastato da un piano nobile con finestre a tutto sesto, entrambe riccamente decorati con motivi floreali in cotto. Piccole aperture circolari davano luce al sottotetto. Per arricchire il palazzo e compensare l’irregolarità e l’asimmetria della facciata, l’architetto la ricoprì con affreschi di figure mitologiche, oggi andati completamente perduti. Infatti, un tempo, la facciata era coperta da affreschi (del Bramante o, secondo altre fonti, del Bramantino) ancora distinguibili alla fine dell'Ottocento: qualche resto è visibile solo nel fregio poco sotto il cornicione, dove sono visibili le vestigia di un baccanale di putti, di sirene, tritoni, capre e agnelli che si alternano con tondi che recano busti virili. Per una dettagliata descrizione dell'affresco si rimanda al volume di Carotti, a testimoniare che, nell'anno della pubblicazione (1905), la decorazione era ancora leggibile, per quanto sbiadita dal tempo.

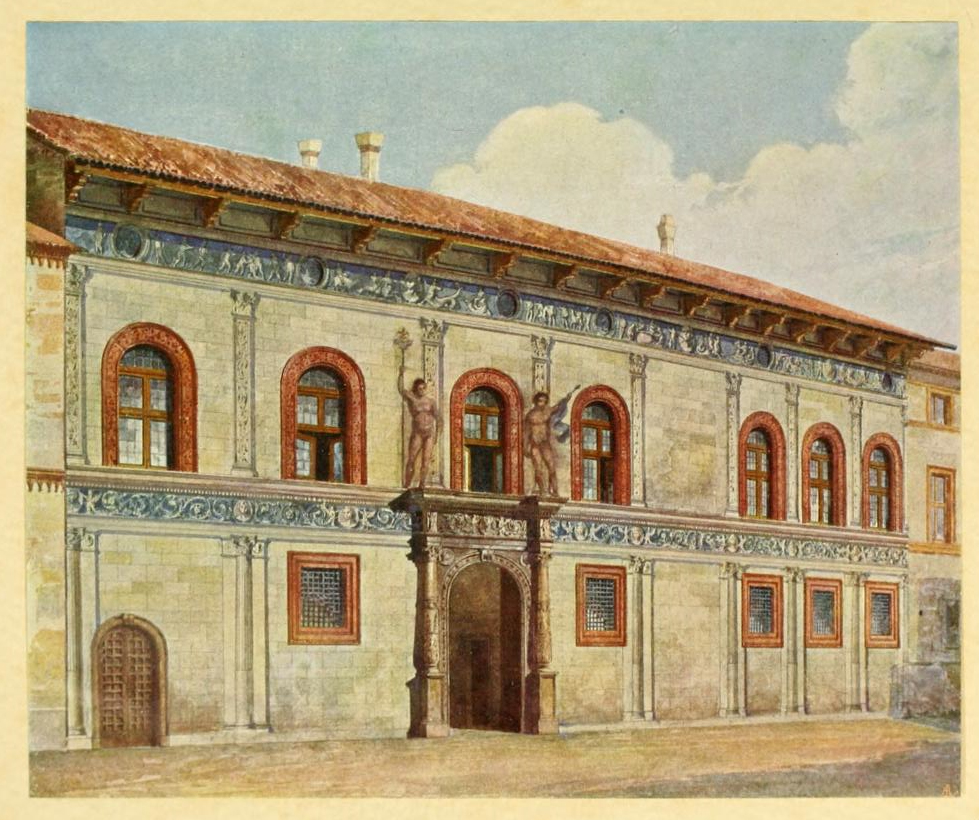
Casa Fontana-Silvestri in una ricostruzione del 1915

La datazione dell’intervento bramantesco si può far risalire al 1475 secondo alcuni studiosi, che ritengono la decorazione pittorica della casa dei Fontana essere una delle prime opere del Bramante in Milano; secondo altri l'operazione si collocherebbe tra il 1480 e il 1485, considerando l'inedita presenza di finestre a tutto sesto, tra i primi esempi nel panorama architettonico milanese, laddove nella lontana provincia persistevano forme gotiche. È stato ipotizzato, peraltro senza documenti che lo provino, che Donato Bramante possa averne progettato le decorazioni in cotto. L'attribuzione del progetto al Bramante è peraltro fonte di dibattito: alcuni storici dell'arte rilevano come molte fabbriche sorte in Lombardia sul finire del secolo XV siano state compendiate nel nome del Bramante, quando questi non era ancora giunto a Milano.

## Descrizione
La casa è situata nei pressi di Porta Orientale (l’odierna Porta Venezia), all’interno della cerchia dei Navigli. Può essere annoverata tra le più antiche abitazioni civili e private della città di Milano. Costruita secondo lo stile lombardo-fiorentino, risente dell'influenza dei maestri toscani: Filarete, MIchelozzo e Benedetto Ferrini, i quali avevano impreziosito con il loro genio la capitale lombarda. Il portone d'ingresso è riccamente decorato da colonne marmoree a candelabri e le finestre presentano belle cornici di cotto. Fregi pittorici sono presenti e ben conservati anche nelle sale interne, dove una cornice, recante medaglioni raffiguranti divinità e la fontana (emblema della famiglia), corre sotto un ricco soffitto a cassettoni.
 

La fronte riporta, visibili, le modifiche succedutesi nei secoli, testimoniando l’evolversi degli stili architettonici dal gotico medievale, al rinascimento, fino al Settecento. Le finestre centinate al piano terreno –portate allo scoperto durante gli interventi di restauro - sono una inequivocabile prova della preesistenza di un edificio di origine medievale.L'edificio venne restaurato dai proprietari Silvestri nella seconda metà dell'Ottocento e ancora nel 1961 per restituirle l'aspetto rinascimentale originario: durante i lavori emersero alcune aperture e finestre risalenti ad una preesistente costruzione gotica, che furono in seguito lasciate a vista dall'architetto Ferdinando Reggiori, che dirigeva i restauri. Un intervento conservativo più recente risale al 2001, restauro “leggero” che ha restituito alla città la facciata autentica, evitando invasive sostituzioni, rifacimenti e integrazioni.

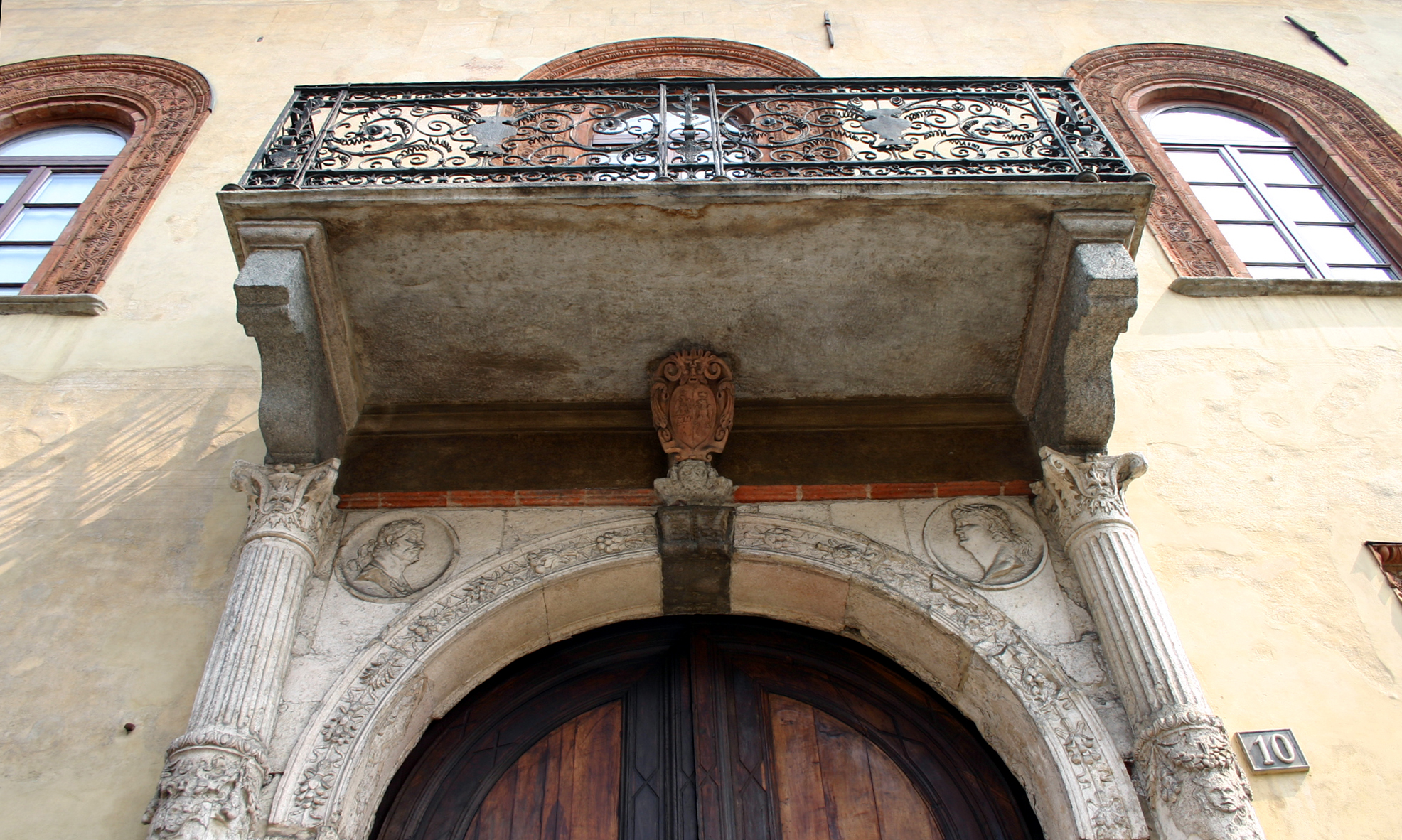
Dettaglio del portale rinascimentale e del balcone barocco.